# Sehet, wir gehn hinauf gen Jerusalem
Sehet, wir gehn hinauf gen Jerusalem (BWV 159) is een religieuze cantate van Johann Sebastian Bach.

## Programma
Deze cantate is bedoeld voor Zondag Esto mihi of Quinquagesima, de zondag voor Aswoensdag en werd vermoedelijk voor het eerst uitgevoerd op 27 februari 1729 te Leipzig. Daarmee behoort deze cantate tot Bachs vierde cantatejaargang, de zogenoemde Picander-jaargang.
Deze cantate maakt deel uit van de zogenaamde Paaskring van het kerkelijk jaar. Dit omvat de periode van 50 dagen voor tot 50 dagen na Pasen. Op Pinksteren, 50 dagen na Pasen sluit deze kring en start de Zomerkring met Trinitatis met zijn 12 zondagen erna.

## Tekst
Bijbellezingen:
- 1 Korintiërs 13:1-13: "Nu kijken wij nog met een spiegel in een raadsel, maar dan van aangezicht tot aangezicht"
- Lucas 18:31-43: "Hij neemt de twaalf ter zijde en zegt tot hen, zie, wij klimmen op naar Jeruzalem. Maar zij begrijpen niets van dit alles, zij hebben niet erkend wat er is gezegd. Zo maar een blinde zit langs de weg te bedelen. Jezus blijft staan en zegt tot hem: wat wil je dat ik aan je zal doen?"

Inhoud
1. Arioso en recitatief (bas, alt): "Sehet! Komm, schaue doch, mein Sinn"
2. Aria met koraal (alt en sopraan): "Ich folge dir nach"
3. Recitatief (tenor): "Nun will ich mich, mein Jesu"
4. Aria (bas): "Es ist vollbracht"
5. Koraal: "Jesu, deine Passion ist mir leuter Freude"

## Muzikale bezetting
Hobo, viool 1 en 2, altviool en basso continuo (inbegrepen fagot en orgel)